# Morganton, North Carolina
Morganton är en stad i den amerikanska delstaten North Carolina med en yta av 47 km² och en folkmängd, som uppgår till 17 310 invånare (2000). Morganton är administrativ huvudort i Burke County, North Carolina.

## Kända personer från Morganton
- Joseph Wilson Ervin, politiker
- Sam Ervin, politiker